# ابواسحاق فزاری
ابواسحاق ابراهیم فَزاری (؟ - ۸۰۴م) (نسب: ابراهیم بن محمد بن حارث بن أسماء بن خارجه) محدث عراقی در سدهٔ دوم هجری بود که بیشتر در شام زیست. در کوفه به دنیا آمد و به دمشق وارد شد و آنجا به تدریس حدیث پرداخت. از یاران و معاصران امام اوزاعی بود. در مصیصه درگذشت. کتاب السیر فی الأخبار و الأحادیث اثر برجستهٔ اوست.